# Флора Бремлі
Флора Бремлі (1909 — 1993) — американська кіноакторка.

## Біографія
Народилася в Лондоні. В червні 1926 року, під час відвідування родичів у Голлівуді, підписала конкракт з United Artists.

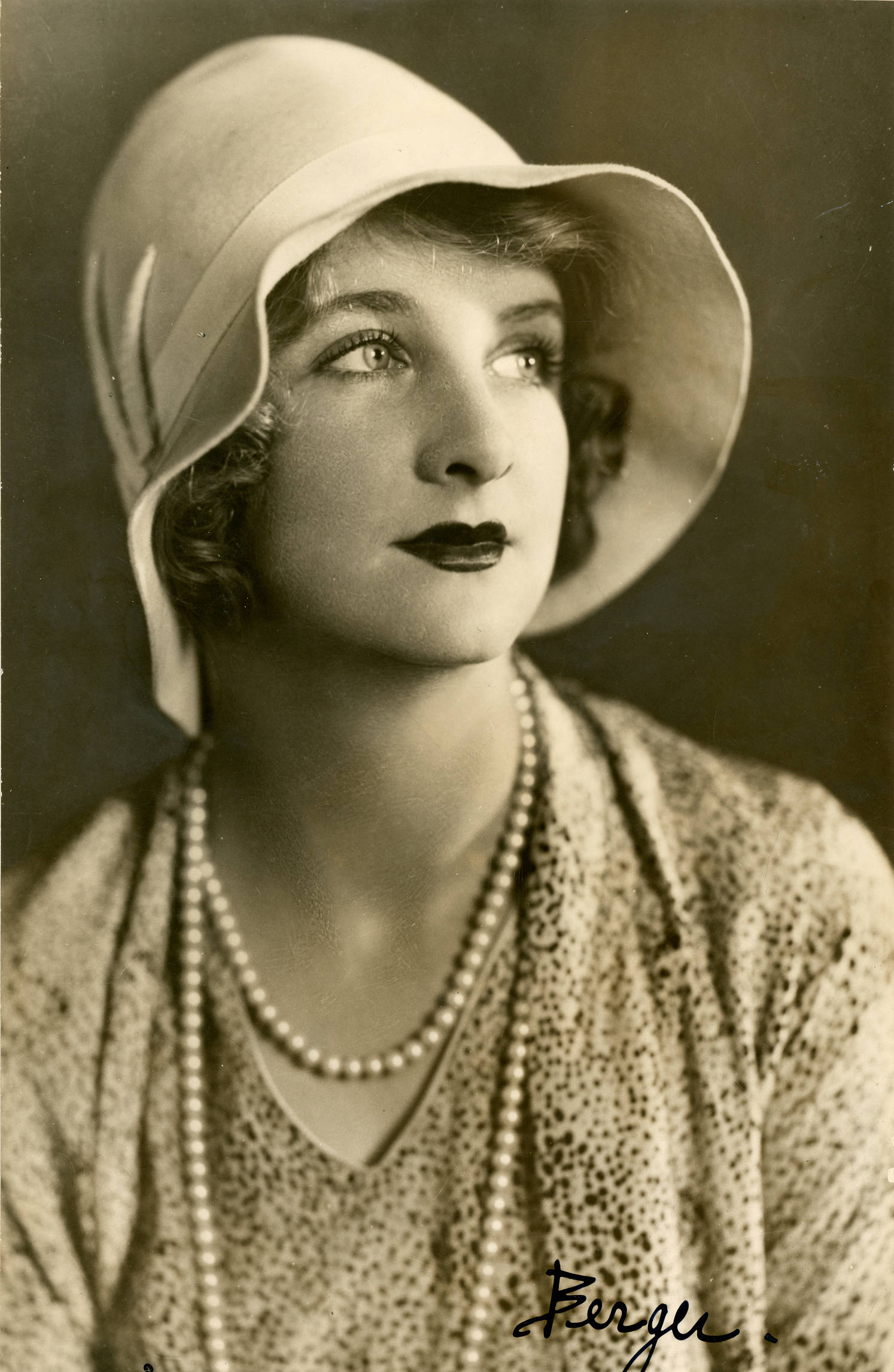
1929 рік

У 1928 році була обрана до WAMPAS Дитині-зірка, які отримували гарну кількість реклами. У тому ж році був випущений її третій фільм «Ми, американці» (1928). Наприкінці 1929 з'явилася на сцені у Фултоні в Окленд, штат Каліфорнія 1 грудня 1929, як Laurel в Стелла Даллас.
Померла 23 червня 1993 року своєму будинку в Молін, штат Іллінойс, США у віці 83 років.

## Фільмографія
Акторка
- Кокетлива вдова (1930) The Flirting Widow — Phyllis
- We Americans (1928) — Sara Schmidt
- Коледж (1927) College — Her Friend
- The Dude Cowboy (1926)